# Rivière Valin
Der Rivière Valin ist ein linker Nebenfluss des Rivière Saguenay in der kanadischen Provinz Québec.

## Flusslauf
Der Rivière Valin entsteht am Zusammenfluss von Ruisseau de l’Irlandais (links; 9 km) und Bras de l’Enfer (rechts; 15 km) etwa 30 km nordöstlich von Saguenay am Fuße des Gebirgszugs der Monts Valin. Er fließt anfangs nach Westen und durchfließt ein Sumpfgebiet mit zahlreichen Mäandern. Der Oberlauf befindet sich innerhalb des Parc national des Monts-Valin. Der Rivière Saint-Louis mündet rechtsseitig in den Fluss. Dieser setzt seinen Lauf nun in überwiegend südlicher Richtung fort. Der Rivière Valin mündet schließlich zwischen Chicoutimi und Saint-Fulgence in den Rivière Saguenay an dessen Mündung in den Saguenay-Fjord. An der Mündung überquert die Route 172 den Rivière Valin. Der Fluss hat eine Länge von 56 km. Er entwässert ein Areal von 756 km². Der mittlere Abfluss an der Mündung beträgt 23 m³/s.